# Dom pod Trąbami w Płocku
Dom pod Trąbami w Płocku – dawna płocka kanonia, dobudowana w końcu XIV wieku do muru obronnego. Północny szczyt budynku przylegał do bramy wyszogrodzkiej. W XIV w. wybudowano w nim obszerne piwnice, połączone z domem, które aż do XX wieku wykorzystywano do przechowywania żywności. W 1717 r. budynek został zaadaptowany na Wyższe Seminarium Duchowne, utworzone przez biskupa Ludwika Załuskiego. W 1782 r. seminarium przeniesiono do opuszczonego opactwa benedyktynów.
W południowej ścianie szczytowej widoczny jest zarys muru obronnego, który w pobliżu łączył się z murami zamku. Wyżej, w półokrągłym zwieńczeniu, znajduje się herb Trąby z koroną barona i kapeluszem biskupim Aleksandra Dziewałtowskiego.
Dom pod Trąbami stoi przy początku ul. Mostowej, nieopodal placu Gabriela Narutowicza. Przed budynkiem znajduje się pomnik biskupa Leona Wetmańskiego, zamordowanego w 1941 r. w obozie Soldau.
W obiekcie nakręcono sceny do filmu Szatan z siódmej klasy (1960) w reżyserii Marii Kaniewskiej.